# Actinostella striata
Actinostella striata is een zeeanemonensoort uit de familie Actiniidae. De anemoon komt uit het geslacht Actinostella. Actinostella striata werd in 1908 voor het eerst wetenschappelijk beschreven door Wassilieff. 